# Per Daniel Amadeus Atterbom
Per Daniel Amadeus Atterbom (Åsbo, Östergötland, 19 de janeiro de 1790 – Estocolmo, 21 de julho de 1855) foi um escritor, poeta, professor e crítico sueco, membro da Academia Sueca.

## Biografia
Atterbom nasceu na província de Östergötland, filho de um pastor local. Estudou na Universidade de Uppsala de 1805 até 1815, e tornou-se professor de filosofia daquela instituição em 1828.
Foi o primeiro grande poeta do movimento romântico, que, iniciado pelo trabalho crítico de Lorenzo Hammarsköld, iria revolucionar a literatura sueca. Em 1807, aos dezessete anos de idade, fundou em Uppsala uma sociedade artística, chamada de Liga Aurora. Entre seus membros estavam: Vilhelm Fredrik Palmblad, Anders Abraham Grafström, Samuel Johan Hedborn (morto em 1849), e outros jovens cujos nomes estavam destinados a ter um posto mais importante na literatura de sua geração.

Sua primeira revista semanal, Polyfem, foi um esforço brutal, logo abandonado, mas em 1810, começou a ser lançada uma revista mensal literária, Fosforos (significando o portador da luz, a estrela da manhã), editada por Atterbom, que durou três anos e encontrou um lugar na literatura clássica sueca. Era constituída unicamente de poesias e de polêmicos ensaios estéticos; introduziu o estudo da recém-criada escola romântica da Alemanha, e serviu de veículo para novos trabalhos, não somente os de Atterbom, mas também de Hammarsköld, Dahlgren, Palmblad e outros. Mais tarde, os membros da Liga Aurora fundaram a Poetisk Kalender (1812-1822), na qual seus poemas foram publicados, e um novo órgão crítico, Svensk Litteraturtidning (1815-1824). 

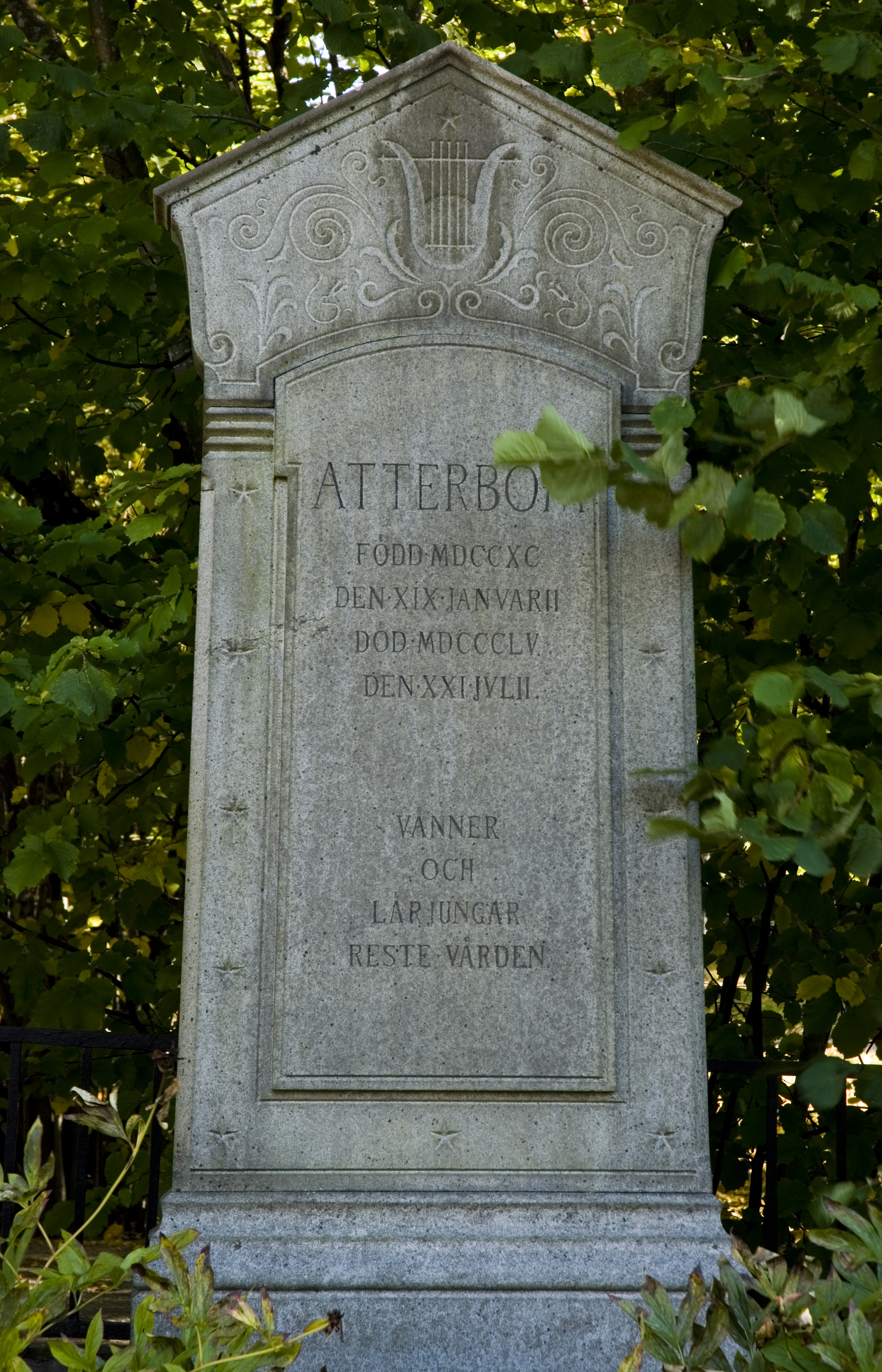
Túmulo de Atterbom em Uppsala

Entre os trabalhos independentes do Atterbom o mais célebre é Lycksalighetens Ö (A Ilha da Bem-aventurança), um drama romântico de extraordinária beleza, publicado em 1823. Antes disso, ele havia publicado uma série de poesias líricas, Blommorna (As Flores), de um caráter místico, um pouco ao estilo Novalis. De um conto de fadas dramatizado, Fågel Blå (O Pássaro Azul), apenas um fragmento, que está entre os mais requintados de seus escritos, está preservado. Atterbom não se destacou na Suécia como um poeta lírico puramente, e seus trabalhos mais ambiciosos são prejudicados por sua fraqueza de alegoria e simbolismo, e por seu emprego consistente dos maneirismos de Ludwig Tieck e Novalis.
Em seus últimos anos de vida Atterbom se tornou menos violento na polêmica literária. Em 1835 tornou-se professor de estética e literatura em Uppsala e, quatro anos depois, foi admitido na Academia Sueca. Morreu em 21 de julho de 1855. Seu Svenska Siare och Skalder (6 volumes, 1841-1855, suplemento, 1864) consiste de uma série de biografias de poetas suecos e homens de letras, que constitui um histórico valioso da literatura sueca até o final do período "clássico". As obras de Atterbom foram coletadas (13 volumes, Örebro) em 1854-1870.

## Poesia
- Blommorna (As Flores)
- Fågel Blå (O Pássaro Azul) 1813
- Lycksalighetens Ö (A Ilha da Bem-aventurança) 1824-27